# Châtel-de-Joux
Châtel-de-Joux là một xã trong vùng hành chính Franche-Comté, thuộc tỉnh Jura, quận Saint-Claude, tổng Moirans-en-Montagne. Tọa độ địa lý của xã là 46° 31' vĩ độ bắc, 05° 47' kinh độ đông. Châtel-de-Joux nằm trên độ cao trung bình là 756 mét trên mặt nước biển, có điểm thấp nhất là 596 mét và điểm cao nhất là 995 mét. Xã có diện tích 14.13 km², dân số vào thời điểm 2004 là 51 người; mật độ dân số là 4 người/km².

## Thông tin nhân khẩu
| 1962 | 1968 | 1975 | 1982 | 1990 | 1999 |
| ---- | ---- | ---- | ---- | ---- | ---- |
| 54   | 72   | 71   | 66   | 59   | 48   |

## Địa điểm tham quan
Nhà thờ Saint-Claude có từ thế kỉ thứ 17; tháp chuông được xây trong thế kỉ thứ 19.